# Beccariella xerocarpa
Beccariella xerocarpa är en tvåhjärtbladig växtart som först beskrevs av Ferdinand von Mueller och George Bentham, och fick sitt nu gällande namn av André Aubréville. Beccariella xerocarpa ingår i släktet Beccariella och familjen Sapotaceae. Inga underarter finns listade i Catalogue of Life.